# Barry Wood
Barry Alexander Anthony Wood OMI (* 13. Juni 1942 in Port Elizabeth, Südafrika; † 2. Mai 2017) war ein südafrikanischer, römisch-katholischer Ordensgeistlicher und Weihbischof in Durban.

## Leben
Barry Wood trat der Ordensgemeinschaft der Hünfelder Oblaten bei und empfing am 14. Juli 1968 die Priesterweihe. 1999 wurde er zum Generalvikar und zum Kanzler der Diözesankurie des Erzbistums Durban ernannt. 2003 wurde er zum Bischofsvikar ernannt.
Papst Benedikt XVI. ernannte ihn am 10. Oktober 2005 zum Weihbischof in Durban und Titularbischof von Babra. Die Bischofsweihe spendete ihm der Erzbischof von Durban, Wilfrid Fox Kardinal Napier OFM, am 26. Februar des nächsten Jahres; Mitkonsekratoren waren Jabulani Adatus Nxumalo OMI, Erzbischof von Bloemfontein, und Liborius Ndumbukuti Nashenda OMI, Erzbischof von Windhoek.